# Comuna Pidoprîhorî, Lebedîn
Pidoprîhorî (în ucraineană Підопригори) este o comună în raionul Lebedîn, regiunea Sumî, Ucraina, formată din satele Halușkî, Hrîțînî, Maidakî, Padalkî, Pidoprîhorî (reședința) și Sirenkî.

## Demografie
Componența lingvistică a comunei Pidoprîhorî
     Ucraineană (96,08%)
     Rusă (3%)
     Alte limbi (0,26%)
Conform recensământului din 2001, majoritatea populației comunei Pidoprîhorî era vorbitoare de ucraineană (96,08%), existând în minoritate și vorbitori de rusă (3%).